# Bloomingdale (Michigan)
Bloomingdale é uma vila localizada no estado americano de Michigan, no Condado de Van Buren.

## Demografia
Segundo o censo americano de 2000, a sua população era de 528 habitantes. 
Em 2006, foi estimada uma população de 507, um decréscimo de 21 (-4.0%).

## Geografia
De acordo com o United States Census Bureau tem uma área de 
2,9 km², dos quais 2,9 km² cobertos por terra e 0,0 km² cobertos por água. Bloomingdale localiza-se a aproximadamente 213 m acima do nível do mar.

## Localidades na vizinhança
O diagrama seguinte representa as localidades num raio de 20 km ao redor de Bloomingdale. 